# Zanonia
Zanonia – rodzaj roślin z rodziny dyniowatych (Cucurbitaceae). Obejmuje w zależności od ujęcia systematycznego dwa gatunki lub tylko jeden – Z. indica. Rośliny te występują w Azji południowo-wschodniej od Indii po południowe Chiny, Półwysep Indochiński, Filipiny, Borneo do Nowej Gwinei. 

## Morfologia
PokrójDrewniejące pnącze (liana) o gładkiej łodydze.
LiścieSkrętoległe, ogonkowe. Blaszka liściowa pojedyncza, całobrzega. Wąsy czepne pojedyncze lub rozwidlające się.
KwiatyRozdzielnopłciowe. Kwiaty męskie wyrastają w luźnych, zwisających wiechach, a żeńskie w gronach. Kielich w kwiatach męskich i żeńskich składa się z trzech, rzadziej czterech działek zrośniętych u nasady kubeczkowato. Korona z pięciu rozpostartych płatków. W kwiatach męskich pięć wolnych pręcików o krótkich, grubych, równej długości nitkach. W kwiatach żeńskich 5 bardzo krótkich prątniczek i dolny słupek. Zalążnia początkowo trójkomorowa, ale później jednokomorowa, zwieńczona trzema szyjkami słupka, na końcach rozpostartymi i dwudzielnymi.
OwoceOsiągające spore rozmiary, walcowate torebki, otwierające się trzema klapami na szczycie. Nasiona okazałe, spłaszczone i otoczone dużym, błoniastym skrzydełkiem.

## Systematyka
Pozycja systematyczna
Jeden z rodzajów rodziny dyniowatych (Cucurbitaceae) zaliczany do plemienia Zanonieae.
Wykaz gatunków
- Zanonia angulata Wall.
- Zanonia indica L.